# Alejo Carpentier
Alejo Carpentier Valmont (Lausanne, 26. prosinca 1904. – Pariz, 24. travnja 1980.), kubansko-francuski književnik.

## Životopis
Carpentier je bio sin francuskog arhitekta i ruske profesorice jezika. Nedugo nakon rođenja u švicarskoj Lausannei preselili su se u Havanu. I otac i majka bili su naklonjeni glazbi. Otac je, prije no što se opredijelio za arhitekturu, učio violončelo kod Pabla Casalsa, a majka je bila dobra klaviristica. 
Carpentier je u djetinjstvu također svirao klavir. Osnovnu školu je završio na Kubi, a srednju u Parizu. Potom se vratio u Havanu i počeo studirati arhitekturu. No, ubrzo napušta studije da bi se posvetio novinarstvu; piše o književnosti, o glazbi i kazalištu. Pridružuje se naprednoj mladeži u grupi "Petorice" i jedan je od osnivača "Grupe minorista". Godine 1924. postaje glavni urednik časopisa Carteles, a 1927. suurednik časopisa kubanske avangarde "Revista de Avance". Između 1924. i 1927. organizira u Havani nekoliko koncerta musica novae. Kao jedan od potpisnika manifesta protiv diktatora Machada dospijeva u zatvor. Tu dovršava svoj prvi roman, "Ecué- Yamba-O", rezultat veze s afrokubanskim pokretom, koji će šest godina kasnije, 1933., biti prvi put objavljen u Madridu. 
Poslije šest mjeseci zatvora pušten je na uvjetnu slobodu. No ubrzo potom, uz pomoć prijatelja, francuskog pjesnika Robera Desnosa, bježi u Francusku. U Parizu se povezuje s nadrealistima, surađuje u časopisu "La Révolution Suréraliste", jedno vrijeme je urednik časopisa "Iman", piše pjesme, nastavlja svoja muzikološka istraživanja, piše nekoliko libreta za scensko-glazbena djela i komponira scensku glazbu. Nadrealistima se nikada nije sasvim priklonio, ali je njihov utjecaj uočljiv u njegovoj kasnijoj prozi. Odlučujuća je njihova uloga u Carpentierovom otkrivanju latinoameričkog "čuda". 
Poslije jedanaest godina provedenih u Parizu, na početku 2. svjetskog rata, vraća se na Kubu. Tu ubrzo postaje direktor jedne radio postaje i profesor glazbe na Havanskom sveučilištu. Na jednom kratkom putovanju na Haiti 1943., nalazi izvore za svoj drugi roman, "Carstvo zemaljsko" (El reino de es te mundo). Od 1945. do 1959. živi u Caracasu, gdje opet sarađuje s radijom i Carakaškim sveučilištem. U tom periodu objavljeni su mu roman "Izgubljene staze" (Los pasos perdidos) i zbirka pripovjedaka "Rat vremena" (Guerra del tiempo).  Nakon pobjede kubanske revolucije vraća se u domovinu. Iste, 1959. godine postaje direktor izdavačke kuće "Editorial Nacional de Cuba". U posljednjim godinama života radio je u kubanskom diplomatskom predstavništvu u Parizu, gdje je i umro 1980. godine.

## Najvažnija djela
- El acoso (1956.)
- La guerra del tiempo (1956.)
- Los pasos perdidos (1959)
- El siglo de las luces (La lumiga jarcento) (1962.)
- La ciudad de las columnas (1970.)
- El recurso del método (1974.)
- Concierto barroco (1974.)
- La consagración de la primavera (1978.)
- El arpa y la sombra (1979.)